# Трнава-при-Лаборці
Трнава-при-Лаборці (словац. Trnava pri Laborci) — село, громада в окрузі Михайлівці, Кошицький край, Словаччина. Село розташоване на висоті 176 м над рівнем моря. Населення — 536 осіб (97 % — словаки, 3 % — цигани).

## Історія
Перша згадка 1249 року.

## Інфраструктура
У селі є невелика бібліотека та продуктовий магазин.

## Населення
| Рік:            | 1994. | 2004.   | 2014.    | 2024.   |
| --------------- | ----- | ------- | -------- | ------- |
| Кількість осіб: | 551   | 532     | 591      | 640     |
| Різниця:        |       | -3,44 % | +11,09 % | +8,29 % |

| Рік:            | 2023. | 2024.   |
| --------------- | ----- | ------- |
| Кількість осіб: | 636   | 640     |
| Різниця:        |       | +0,62 % |

## Пам'ятки
У селі є греко-католицька церква Зіслання Святого Духа з 1713 року в стилі бароко, з 1963 року національна культурна пам'ятка.